# نیم‌چاه
موقعیت جغرافیایی روستای ازملی (نیمچا)
این روستا در 2 کیلومتری شمال شهرستان نکا از طوابع استان مازندران واقع شده است،
این روستا از شرق به اراضی روستای ولاشد و از غرب به اراضی روستای آلوکنده و از جنوب به بخش ماکرویوبه شهرستان نکا و از شمال به اراضی روستای سیاوشکلا متصل است. شغل اکثر اهالی این روستا، کشاورزی و باغبانی و دامداری است. نام ترکی این روستا ازملی بوده‌است که بعد از مرور زمان به نام، نیم چاه تغییر نام داده است. زبان ساکنین این روستا زبان ترکی می‌باشد که به دلیل نداشتن هم صحبت در منطقه این زبان کمی با ترکی، فارسی و زبان مازنی ترکیب شده‌است . روستای نیمچاه در زبان بومی " ازملی - EZMELLI " بیان می‌شود که معنی آن " به میل خودت " می‌باشد .تعداد فعلی سکنه روستای نیمچاه ۴۱۳ نفر می‌باشد. تاریچه روستای ازملی (نیمچا)
ازملی: واژه‌ای به زبان ترکی است که از دو واژه اوز + میل به معنای ( به میل و اراده خویشتن) تشکیل شده است، به این معنا که (افرادی از سرزمین قبلی خویش با میل و اراده خود به این مکان نقل مکان کردند.) در یک جمله می‌توان گفت با میل و اختیار خویش این مکان را برای سکونت برگزیدند. سال‌ها قبل گروهی از اهالی شوروی، روسیه کنونی بنا به دلایل سیاسی و منطقه‌ای از سرزمین مادری خود به شهر قوچان کوچ کردند. در دوره ی آقا محمد خان قاجار این افراد ترک برای نگهبانی و مرزبانی به این منطقه منتقل شدند، آقا محمدخان از این اهالی ترک خواست در قبال نگهبانی و مرزبانی چیزی از او بخواهند، این افراد از شاه خواستند که مزرعه، خانه و تفنگ در اختیار آن‌ها قرار دهد و برای خود افرادی آزاد باشند. آب و هوای معتدل و زمین‌های حاصلخیز سبب به اقامت آن‌ها شد. در کنار نگهبانی و مرزبانی به کشاورزی و دامداری مشغول شدند،
علی اکبر دهخدا در فرهنگ لغت خود از این روستا این‌گونه یاد میکند: ساکنین گرجی الاصلی که از روسیه مهاجرت نموده‌اند. «دهی است از دهستان قره طغان بخش بهشهر شهرستان ساری . در ۲هزارگزی شمال ایستگاه نکا، در دشت معتدل مرطوبی واقع و ۱۳۰ تن سکنه دارد. آبش از رود نکا، محصولش غلات، برنج، پنبه و شغل اهالی زراعت است .»